# Apanteles arsanes
Apanteles arsanes är en stekelart som beskrevs av Nixon 1965. Apanteles arsanes ingår i släktet Apanteles och familjen bracksteklar. Inga underarter finns listade i Catalogue of Life.